# Selecció de futbol d'Andalusia
La Selecció Andalusa de Futbol és l'equip nacional de futbol d'Andalusia. Com la resta de seleccions de futbol que representen altres comunitats autònomes de l'Estat espanyol, la selecció d'Andalusia no és membre de la FIFA ni de la UEFA i, per tant, no pot participar de manera oficial a tornejos internacionals.
El seu primer partit va ser contra la selecció de Galícia el 1923. El primer partit de caràcter internacional va ser contra el  Paraguai l'any 1965.

## Quadre de partits i resultats
| Data                    | Lloc                 | Equip local         | Oponent                    | Resultat          |
| ----------------------- | -------------------- | ------------------- | -------------------------- | ----------------- |
| 1928                    | desconegut           | Andalusia           | València                   | desconegut        |
| 1928                    | Madrid               | Andalusia           | Galícia                    | desconegut        |
| 1929                    | Sevilla              | Andalusia           | Club Atlético Boca Juniors | desconegut        |
| 1965                    | desconegut           | Biscaia             | Andalucía                  | Victòria andalusa |
| 1965                    | desconegut           | Castella            | Andalusia                  | derrota andalusa  |
| 1965                    | Sevilla              | Andalusia           | Paraguai                   | desconegut        |
| 8 de maig del 1990      | Sevilla              | Andalusia           | Uruguai                    | 1-1               |
| 31 de maig del 1990     | Cadis                | Andalusia           | Iugoslàvia                 | 0-0               |
| 22 de desembre del 1998 | Sevilla              | Andalusia           | Combinat de la Liga        | 2-0               |
| 28 de desembre del 1999 | Granada              | Andalusia           | Estònia                    | 1-0               |
| 22 de desembre del 2000 | Còrdova              | Andalusia           | Marroc                     | 2-0               |
| 17 de maig del 2001     | Vélez-Málaga         | Andalusia           | Iraq                       | 3-1               |
| 27 de desembre del 2001 | Sevilla              | Andalusia           | Tunísia                    | 3-3               |
| 27 de desembre del 2002 | Màlaga               | Andalusia           | Xile                       | 3-2               |
| 27 de desembre del 2003 | Huelva               | Andalusia           | Letònia                    | 1-0               |
| 29 de desembre del 2004 | Sevilla              | Andalusia           | Malta                      | 0-0               |
| 1 de juny del 2005      | Sevilla              | Sevilla Fútbol Club | Andalusia                  | 2-4               |
| 28 de desembre del 2005 | Cadis                | Andalucía           | Xina                       | 4-1               |
| 27 de desembre del 2006 | Sevilla              | Andalusia           | Peace Team                 | 3-1               |
| 27 de desembre del 2007 | Jerez de la Frontera | Andalusia           | Zàmbia                     | 4-1               |
| 27 de desembre del 2008 | Jaén                 | Andalusia           | Kenya                      |                   |